# Jože Ingolič
Jože Ingolič, slovenski gospodarstvenik in družbenopolitični delavec, * 2. marec 1921, Spodnja Polskava, † 1. oktober 2011, Mengeš.

## Življenje in delo
Po zasedbi Jugoslavije je bil leta 1941 izseljen v Srbijo, kjer se je vključil v Narodnoosvobodilni boj. Po koncu vojne je 1946 v Beogradu končal višji ekonomski tečaj in sprva delal v okrajnih oblastnih organih v Slovenski Bistrici, Lendavi in Mariboru, ter sodeloval pri ustanavljanu kmetijskih zadrug, bil podpredsednik Planske komisije LRS (1948-53), direktor uprave za gospodarsko planiranje LRS (1953-1955), predsednik Glavne zadružne zveze Slovenije (1956-1958), član izvršnega sveta LRS in sekretar za kmetijstvo (1958-62) direktor zveznega zavoda za gospodarsko planiranje (1962-63), član zveznega izvršnega sveta-zvezni sekretar za kmetijstvo in gozdarstvo (1963-67), poslanec v Zvezni skupščini (1967-69). Spodbujal je organizacijsko  krepitev zadrug in večanje njihove ekonomske podlage z novimi investicijami. V letih 1969-74 je bil jugoslovanski veleposlanik v Etiopiji in 1977-81 v Kuvajtu in Jemnu, vmes zvezni poslanec v Zboru republik in pokrajin (1974-77).
Bil je brat pisatelja Antona Ingoliča.